# 山彦型駆逐艦
| 山彦型駆逐艦                     | 山彦型駆逐艦                                    |
| -------------------------------- | ----------------------------------------------- |
| 「山彦」（写真時の艦名は「暁」） |                                                 |
| 艦級概観                         |                                                 |
| 艦種                             | 駆逐艦                                          |
| 艦名                             |                                                 |
| 前級                             |                                                 |
| 次級                             |                                                 |
| 要目                             |                                                 |
| 排水量                           | 常備：240トン                                   |
| 全長                             | 57.0m                                           |
| 全幅                             | 5.7m                                            |
| 吃水                             |                                                 |
| 機関                             | 2軸推進、3,800shp                               |
| 最大速力                         | 26ノット                                        |
| 航続距離                         |                                                 |
| 乗員                             |                                                 |
| 兵装                             | 12.0cm単装砲1基 47mm単装砲5基 45cm水上発射管2門 |

山彦型駆逐艦（やまびこがたくちくかん）は、大日本帝国海軍の駆逐艦の艦級。元はロシアからの捕獲艦であった。

## 概要
日露戦争でロシアから多数の艦艇を捕獲した海軍は、整備の上艦籍に編入した。本級は元ロシア駆逐艦ソーコル級(Сокол)のレシーテリヌイ(Решительный)、シーリヌイ(Сильный)である。レシーテリヌイは明治33年完成、黄海海戦後に清国のチーフーに逃げ込んだのを降伏させ捕獲した。シーリヌイは明治36年完成、日露戦争により旅順で沈座したのを引き上げて整備した。

## 同型艦

### 山彦（やまびこ）
元ロシア駆逐艦「レシーテリヌイ」。1904年（明治37年）8月12日に芝罘にて降伏、捕獲。1905年（明治38年）1月17日整備完了、ロシア側に使用を悟られないようにするため旅順港閉塞作戦中に沈没した「暁」の名前を引き継ぐ。同年5月の日本海海戦ではロシア側のものと誤認させ、敵前方に連繋水雷を撒く作戦が立案されたが悪天候のため実行は見送られた。同年10月19日「山彦」と改名。1917年（大正6年）除籍、雑役船「山彦丸」となる。1919年（大正8年）？廃船。

### 文月（ふみつき）

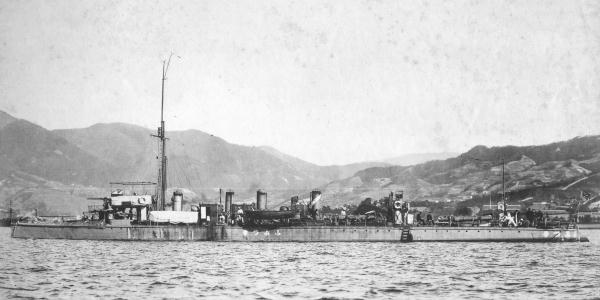
呉に停泊中の「文月」

元ロシア駆逐艦「シーリヌイ」。1905年（明治38年）8月旅順で引き上げ、整備。同年9月2日「文月」と命名。引き続き竹敷にて改造整備。1908年（明治41年）5月2日進水式。翌年就役。1913年（大正2年）4月1日除籍、1914年（大正3年）8月23日雑役船「文月丸」となる。1915年（大正4年）6月28日廃艦となり、翌年筥崎宮（福岡市）へ寄贈される。